# Stintbrücke

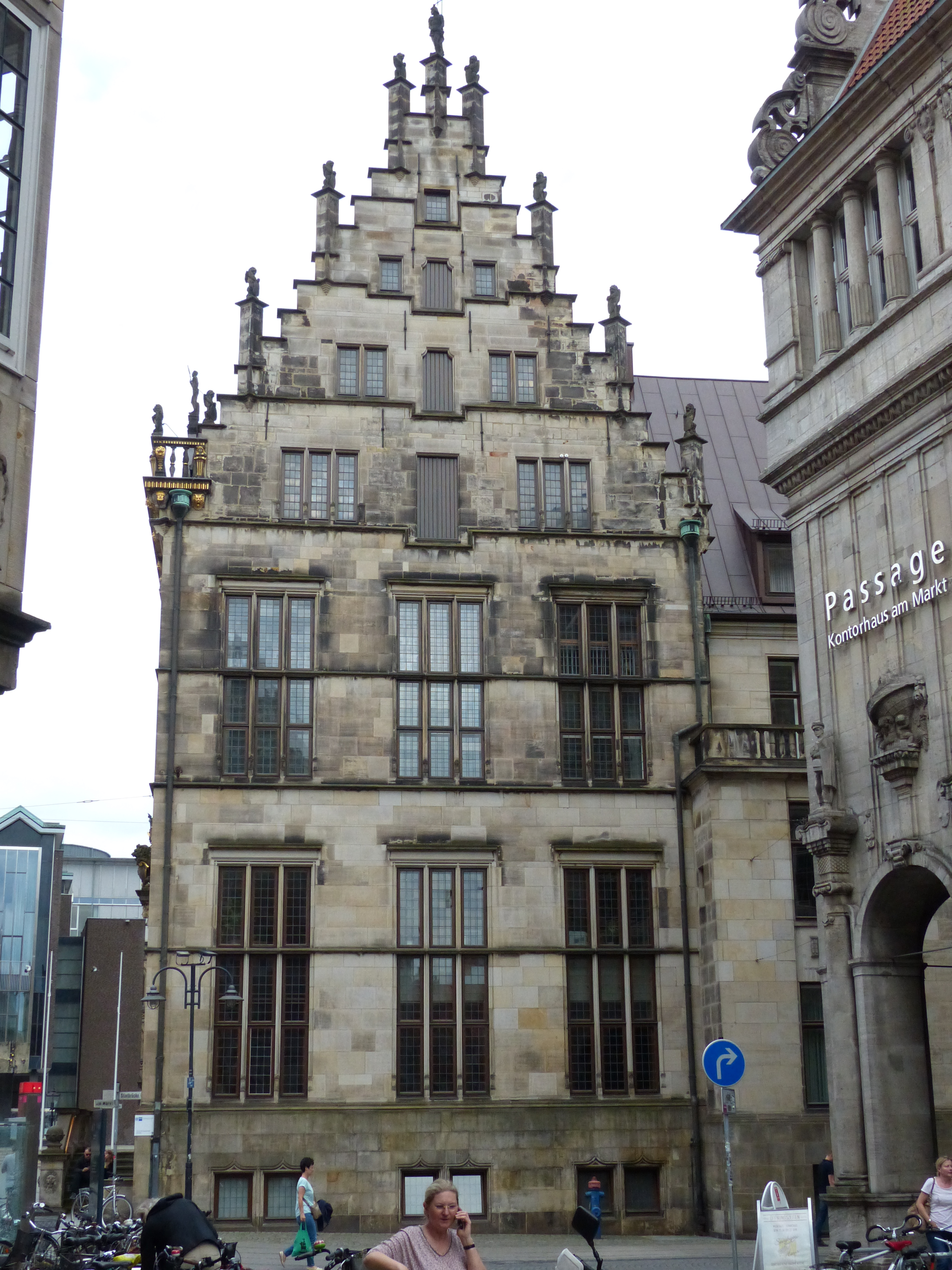
Schütting: Nordwestgiebel, rechts Kontorhaus Passage

Die Stintbrücke in Bremen-Mitte im Balgequartier war ein historisches Bauwerk aus dem 13. Jahrhundert und ist eine heutige kurze Straße als Fußgängerzone in der Altstadt.

## Geschichte

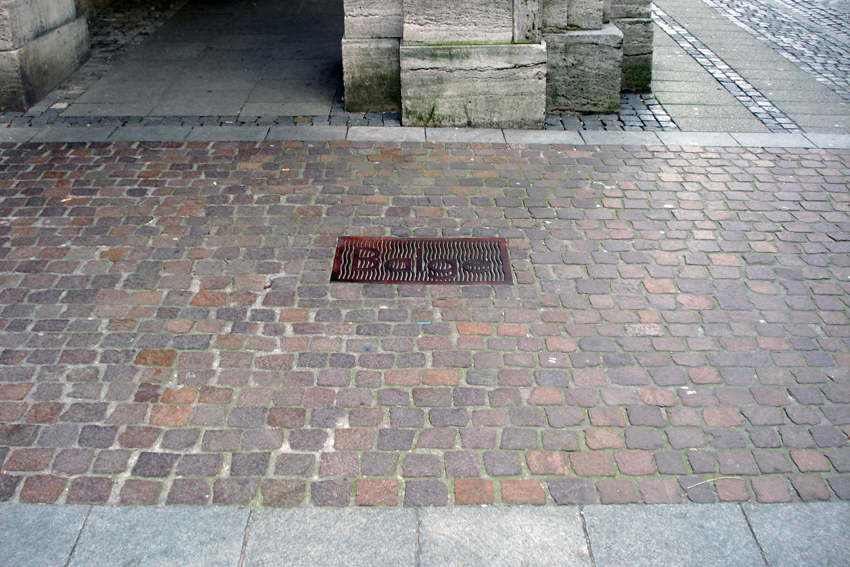
Balge-Kennzeichnung

Die Große Stintbrücke wurde als pontis piscium (Fischbrücke) ab 1261 urkundlich erwähnt und war die älteste Brücke über die Balge. Sie führte über die Balge, einem kurzen rechten Seitenarm der Weser, von der Südostecke des Bremer Marktplatzes ausgehend. Hier war eine Anlegestelle für die Fischerboote, die zuvor am Tieferort im Schnoor lag.
Die Kleine Stintbrücke befand sich im Verlauf der heutigen Haken-/Bredenstraße.
An der Stintbrücke standen 1737 acht Häuser. 1838 wurde die Brücke abgerissen, als die Balge in einen unterirdischen Kanal verlegt wurde. Darüber führte nun ein Weg.

### Straße
Die Straße Stintbrücke führt vom Bremer Marktplatz zur Straße Hinter dem Schütting. Einzige Querstraße ist die Langenstraße. Die Stelle, an der die Balge einmal verlief, ist im Pflaster kenntlich gemacht worden.
Ihr Name erinnert an die Fischerboote, die hier im Mittelalter u. a. auch den gefischten Stint anlandeten, der auch in der Weser leicht mit Waschkörben und Netzen gefangen wurde und ein beliebter Speisefisch war und ist.

### Gebäude
Als Gebäude befinden sich an der Straße:
- Ecke Markt 13: Der Schütting von 1538 aus der frühen Renaissance; Sitz der Kaufmannschaft und seit 1849 der Handelskammer Bremen.
- Ecke Markt 12: Haus der Stadtsparkasse, rekonstruiertes Baudenkmal der Rokokozeit von 1958.
- Ecke Stintbücke 1/Langenstraße 4: die Kontorhaus-Passage am Markt als Einkaufspassage mit Büros in den Obergeschossen; 1912 für die Disconto-Gesellschaft nach Plänen des Berliner Architektenbüros Richard Bielenberg und Josef Moser (Berlin) im Stil der Neorenaissance gebaut, 1999/2002 umgebaut für die Bremer Investitions-Gesellschaft (BIG) nach Plänen von Manfred Schomers und Rainer Schürmann (Bremen).
- Stintbrücke Nr. 10: Von 1817 bis 1825 Sitz der Reederei Gildemeister & Ries von August Wilhelm Gildemeister.
- Ecke Hinter dem Schütting 8: Fünfgeschossiges verklinkertes Bürohaus aus den 1960/70er Jahren mit maritimer Wandplastik mit der BGM im Norden und der Gesundheitswirtschaft Nordwest.

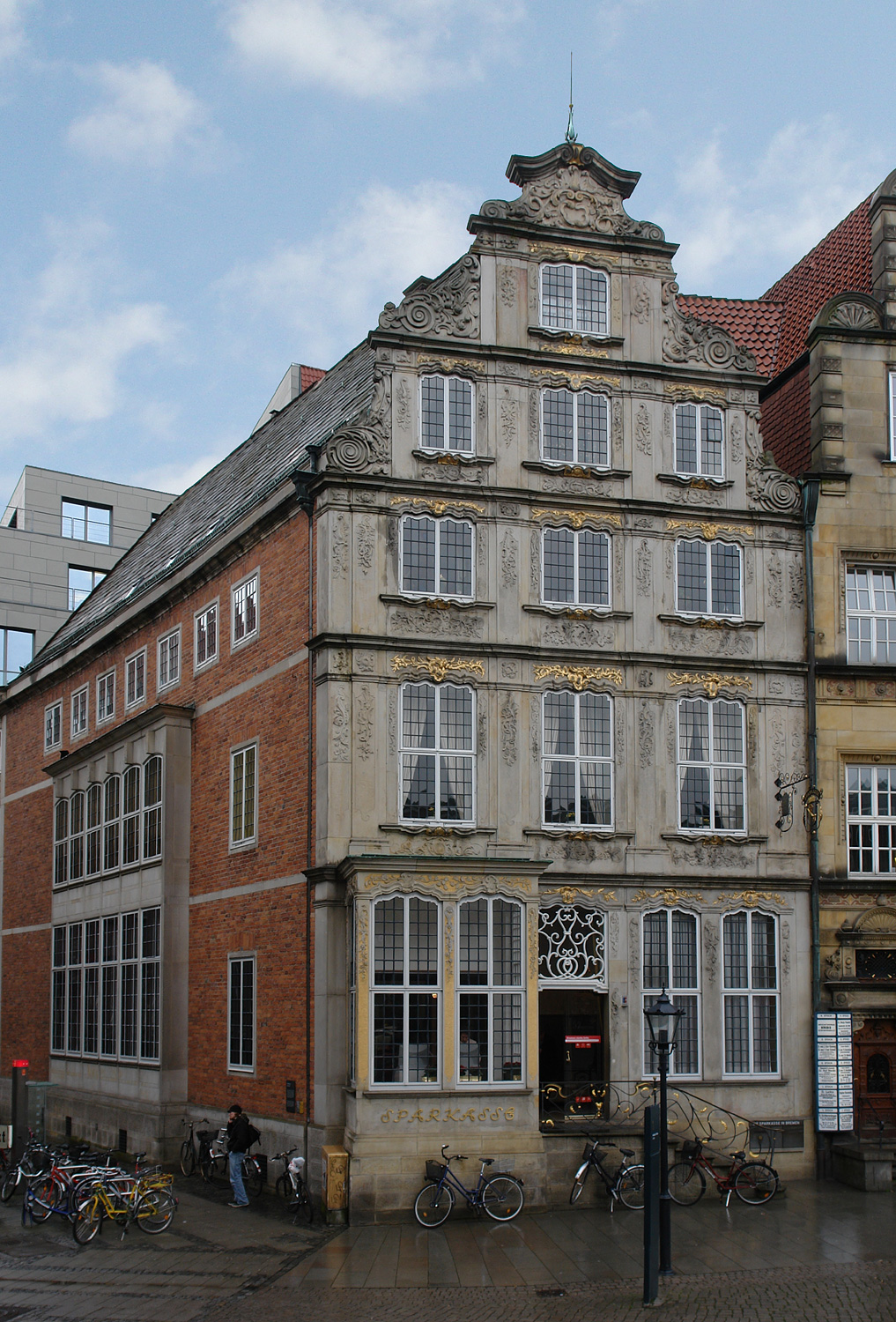
Haus der Stadtsparkasse
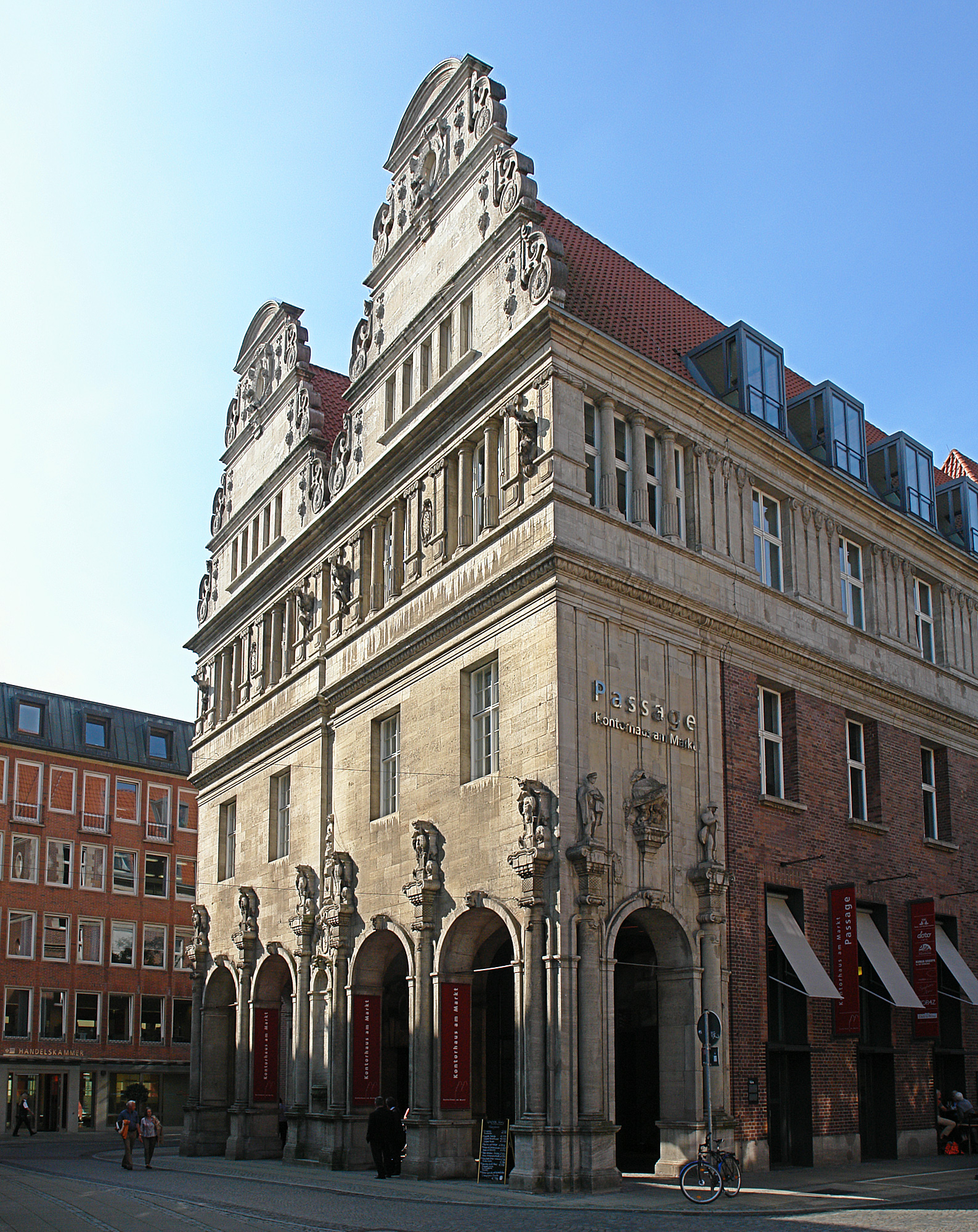
Kontorhauspassage